# Distrito Tala
Distrito Tala é uma junta de governo da província de Entre Ríos, na Argentina.